# Remiarctus bertholdii
Remiarctus bertholdii е вид десетоного от семейство Scyllaridae. Видът не е застрашен от изчезване.

## Разпространение и местообитание
Разпространен е в Австралия (Западна Австралия и Северна територия), Виетнам, Индонезия, Камбоджа, Китай (Гуандун, Гуанси, Фудзиен и Хайнан), Макао, Малайзия, Нова Каледония, Провинции в КНР, Сингапур, Тайван, Тайланд, Фиджи, Филипини и Хонконг.
Среща се на дълбочина от 37 до 269,5 m, при температура на водата от 21,8 до 28 °C и соленост 33,6 – 35,1 ‰.